# Kendrick Lamar
Kendrick Lamar Duckworth (Compton, Kalifornija, SAD, 17. lipnja 1987.), bolje poznat samo kao Kendrick Lamar je američki reper i tekstopisac. Svoju glazbenu karijeru započeo je još 2003. godine sa 16 godina. Posebnu pažnju dobio je 2010. godine kada je objavio miksani album O(verly) D(edicated). Godine 2011. objavio je prvi nezavisni album Section.80. Album je preko iTunesa proglašen najboljim hip hop albumom godine. Kendrick Lamar je također član kolektiva Black Hippy, zajedno sa Schoolboy Q-em, Jay Rockom, Ab-Soulom i Isaiah Rashadom.

## Životopis

### Raniji život i početci karijere (1987. – 2009.)
Kendrick Lamar Duckworth je rođen 17. lipnja 1987. godine u Comptonu, Kaliforniji. Roditelji su mu iz Chicaga, Illinoisa. Godine 1995., s osam godina bio je na snimanju spota za pjesmu "California love". Tada je prvi put vidio svoje uzore; Dr.Dre i 2paca. To je bio vrlo značajan trenutak u njegovom životu.

## Diskografija
| - Good Kid, M.A.A.D City (2012.) - To Pimp A Butterfly (2015.) - Damn (2017.) - Mr. Morale & the Big Steppers (2022.) - GNX (2024.) - Section.80 (2011.) - Untitled Unmastered (2016.) - Kendrick Lamar EP (2009.) | - Youngest Head Nigga In Charge (2003.) - Training Day (2005.) - No Sleep Til NYC (2008.) - C4 (2009.) - Overly Dedicated (2010.) - Black Panther: The Album (2018.) |

## Vanjske poveznice

### Službene stranice
- Službena stranica
- Kendrick Lamar na Twitteru
- Kendrick Lamar na MySpaceu

### Profili
- Kendrick Lamar na Allmusicu
- Kendrick Lamar na Discogsu
- Kendrick Lamar na Billboardu
- Kendrick Lamar  Arhivirana inačica izvorne stranice od 4. lipnja 2012. (Wayback Machine) na MTV
- Kendrick Lamar[neaktivna poveznica] na Yahoo! Musicu